# Макновски, Стивен
Сти́вен А́льберт Макно́вски (англ. Stephen Albert Macknowski; 16 февраля 1922, Йонкерс — 4 апреля 2013) — американский гребец-каноист, выступал за сборную США во второй половине 1940-х годов. Чемпион и серебряный призёр летних Олимпийских игр в Лондоне, многократный победитель и призёр регат национального значения.

## Биография
Стивен Макновски родился 16 февраля 1922 года в городе Йонкерсе, штат Нью-Йорк. Увлёкшись греблей на байдарках и каноэ, проходил подготовку в местном одноимённом спортивном клубе Yonkers PRC.
Неоднократно выигрывал национальные первенства США в различных гребных дисциплинах, преимущественно в командных: среди двухместных и четырёхместных экипажей. Впервые заявил о себе сразу по окончании Второй мировой войны, в 1946 году одержал победу на чемпионате Соединённых Штатов в программе каноэ-четвёрок — в последующие годы несколько раз защитил этот чемпионский титул.
Наибольшего успеха на взрослом международном уровне добился в возрасте 26 лет в сезоне 1948 года, когда попал в основной состав американской национальной сборной и благодаря череде удачных выступлений удостоился права защищать честь страны на летних Олимпийских играх в Лондоне. Стартовал здесь вместе с напарником Стивеном Лысаком в зачёте двухместных каноэ на дистанциях 1000 и 10000 метров. На десяти километрах они не встретили серьёзного сопротивления и завоевали золотые медали, оторвавшись от ближайших преследователей почти на две минуты. На тысяче метрах на следующий день заняли в итоге второе место и получили награды серебряного достоинства, проиграв на финише чуть более секунды титулованному чехословацкому экипажу Яна Брзака-Феликса и Богумила Кудрны.
После завершения карьеры профессионального спортсмена работал агентом в страховой компании и на этом поприще тоже добился значительных успехов, в частности в итоге открыл собственное страховое агентство. Имел высшее образование, окончил Колумбийский университет. До самых преклонных лет не оставлял занятий греблей, участвовал в любительских и ветеранских регатах, любил сплавляться по рекам с бурным течением.
Умер 4 апреля 2013 года в возрасте 91 года.